# 马鹿塘口岸
22°36′27″N 103°9′52″E / 22.60750°N 103.16444°E
马鹿塘口岸，是越南莱州省丰收县的一个边境口岸。该口岸与中国云南省金平县的金水河口岸相接。2001年，副总理阮功山两次到马鹿塘口岸视察，2008年4月，越南国家主席阮明哲到马鹿塘口岸视察。